# 29 giugno
Il 29 giugno è il 180º giorno del calendario gregoriano (il 181º negli anni bisestili). Mancano 185 giorni alla fine dell'anno.

## Eventi
- 67 – Durante le persecuzioni dei cristiani nell'Impero romano, a Roma sono uccisi gli apostoli di Gesù Pietro (crocifisso a testa in giù) e Paolo (ucciso per decapitazione)
- 922 – Roberto I di Francia è incoronato re della Francia occidentale
- 1312 – Enrico VII di Lussemburgo è incoronato imperatore del Sacro Romano Impero
- 1534 – Jacques Cartier è il primo europeo a mettere piede sull'Isola del Principe Edoardo che successivamente, insieme alla vicina Isola del Capo Bretone, andrà a formare la colonia francese di Île-Royale
- 1613 – Il Globe Theatre, fondato e gestito dalla compagnia teatrale The Lord Chamberlain's Men a cui apparteneva William Shakespeare, viene totalmente distrutto da un incendio causato da un effetto speciale scenico; verrà ricostruito nello stesso luogo e riaperto entro un anno, poi chiuso nel 1644 e infine ricostruito a poca distanza dal luogo originale nel 1997
- 1748 – Papa Benedetto XIV pubblica la lettera enciclica Magnae Nobis sulle dispense per contrarre matrimonio con eretici in Polonia
- 1786 – Alexander Macdonnell, con oltre cinquecento highlander cattolici, lascia la Scozia per insediarsi nella contea di Glengarry, Ontario
- 1793 – Guerre di Vandea, battaglia di Nantes: dopo la Rivoluzione francese, i filomonarchici costituitisi nei due gruppi Esercito cattolico e reale e Chouan combattono contro i repubblicani; verranno sconfitti entro la mattina del giorno dopo
- 1807 – Viene abolita la Federazione dei Sette Comuni, la più antica della storia dopo quella svizzera
- 1880 – La Francia annette Tahiti
- 1914 – Chionija Guseva tenta di assassinare Grigorij Efimovič Rasputin nella sua casa in Siberia
- 1927 – Primo test del propulsore a inclinazione variabile di Wallace Turnbull
- 1931 – Papa Pio XI promulga l'enciclica Non Abbiamo Bisogno in cui, partendo dalla critica al contrasto di Benito Mussolini verso l'Azione Cattolica, arriva a condannare il fascismo come un regime dittatoriale
- 1934 – La notte tra il 29 e il 30 giugno ha luogo la cosiddetta "Notte dei lunghi coltelli", epurazione nazista dei vertici della Sturmabteilung e degli oppositori di Adolf Hitler
- 1944 – Eccidio di 244 civili a Civitella in Val di Chiana (AR) operato dalle truppe tedesche ivi stanziate
- 1945 – Seconda guerra mondiale, bombardamento di Okayama: la città di Okayama viene distrutta dalle bombe sganciate dall'esercito statunitense con 140 aeroplani Boeing B-29, causando 1737 morti e 12693 sfollati oltre alla distruzione del Castello di Okayama e di parte del Giardino Kōraku-en
- 1950 – Mondiali di calcio in Brasile: nel gruppo 2 gli Stati Uniti battono a sorpresa l'Inghilterra nella partita che passerà alla storia come il "Miracolo di Belo Horizonte"
- 1952 – Si conclude la prima edizione del concorso di bellezza Miss Universo con la vittoria della concorrente finlandese Armi Kuusela
- 1966 – I Beatles arrivano per la prima volta in Giappone alle 3:39 di notte all'aeroporto di Haneda: soggiorneranno al Tokyo Hilton Hotel (oggi The Capitol Hotel Tokyu), a cena mangeranno sukiyaki con il cantante locale Yūzō Kayama, e dal giorno dopo fino al 2 luglio si esibiranno cinque volte in tre giorni al Nippon Budōkan
- 1976 – Le Seychelles ottengono l'indipendenza dal Regno Unito
- 1995 – Lo Space Shuttle Atlantis si congiunge con la stazione spaziale russa Mir
- 2006 – In occasione dell'appello di un detenuto, Salim Ahmed Hamdan, una sentenza della Corte suprema degli Stati Uniti d'America stabilisce la violazione della Convenzione di Ginevra e del Codice di Giustizia Militare statunitense nel campo di prigionia statunitense nella Baia di Guantánamo
- 2007 – Il primo modello di iPhone viene messo in vendita alle 18:00 ora locale in tutti gli Apple Store degli USA
- 2009 – A Viareggio un treno merci composto da 14 cisterne di GPL deraglia: da una cisterna si genera una fuga di gas da cui ha luogo un'esplosione causando crolli e incendi nelle case nel raggio di 200 metri, con un bilancio finale di 32 morti e 25 feriti
- 2011 – Viene scoperta la quasar ULAS J1120+0641
- 2013 – Papa Francesco pubblica la sua prima enciclica intitolata Lumen fidei
- 2014 – L'ISIS auto proclama il suo califfato in Siria e nel nord dell'Iraq

## Nati
Ci sono circa 1 070 voci su persone nate il 29 giugno; vedi la pagina Nati il 29 giugno per un elenco descrittivo o la categoria Nati il 29 giugno per un indice alfabetico.

## Morti
Ci sono circa 510 voci su persone morte il 29 giugno; vedi la pagina Morti il 29 giugno per un elenco descrittivo o la categoria Morti il 29 giugno per un indice alfabetico.

## Feste e ricorrenze

### Civili
Internazionali:
- Giornata internazionale dei tropici[1]
- Giornata mondiale del disegno industriale[2]
- Giornata mondiale della sclerodermia[3]

Nazionali:
- Seychelles – Giorno dell'indipendenza

### Religiose
Cristianesimo:
- Santi Pietro e Paolo, apostoli, patroni della città di Roma.
- San Cassio di Narni, vescovo
- Santa Emma di Gurk, contessa
- Sante Maria Du Tianshi e Maddalena Du Fengju, martiri cinesi
- Santi Paolo Wu Yan, Giovan Battista Wu Mantang e Paolo Wu Wanshu, martiri cinesi
- San Siro di Genova, vescovo
- Beato Raimondo Lullo (Ramon Llull), filosofo, teologo, mistico e missionario catalano detto doctor illuminatus
- Beata Salome di Niederaltaich, reclusa